# Mooreobdella tetragon
Mooreobdella tetragon — вид п'явок роду Mooreobdella родини Глоткові п'явки (Erpobdellidae). Назва складається зі слів tetra — «чотири» і gon — скорочене «гонопора» (генитальний отвір).

## Опис
Загальна довжина становить 4 см, завширшки — 4 мм. Голова закруглена. Має 3 пари очей, з яких 1 пара розташована біля кінчика голови, інші 2 пари — з боків голови на 4 кільці. Рот невеличкий еліптичної форми, діаметром 0,75 мм. Тулуб виточнеще, пласкувате. Складається з 15 кілець. задня присоска має діаметр 1,4 мм. У кожному соміті є 5 кілець, які чітко розділені, особливо на череві. Кільця біля голови невеличкі. Сліпа кишка відсутня. Атріум самців широкий. Гонопори самців маленькі й циліндричні. Відстань від рота до цих гонопор становить 9,5 мм. Гонопори розділено 4 кільцями. Звідси походить назва цієї п'явки.
Забарвлення димчасто-сіре.

## Спосіб життя
Зустрічається у водоймах поблизу океанічного узбережжя. Воліє до рівнинної місцини. Є хижаком, що полює на дрібних водних безхребетних, яких заковтує цілком.
Відкладають гладенькі, витягнуті на кінцях кокони з яйцями, які прикріплюють до твердої поверхні на дні. Зазвичай відкладається 5 коконів. Інкубаційний період триває 3—4 тижні.

## Розповсюдження
Поширена США, біля південної частини атлантичного узбережжя.